# Naoki Mori (Fußballspieler, 1972)
Naoki Mori (jap. 森 直樹, Mori Naoki; * 5. Mai 1972 in der Präfektur Nagasaki) ist ein ehemaliger japanischer Fußballspieler.

## Karriere
Mori erlernte das Fußballspielen in der Schulmannschaft der Kunimi High School. Seinen ersten Vertrag unterschrieb bei Toyota Motors. Der Verein spielte in der höchsten Liga des Landes, der Japan Soccer League. Mit Gründung der Profiliga J.League 1992 und der damit verbundenen Neuorganisation des japanischen Fußballs wurde Toyota Motors zu Nagoya Grampus Eight. 1995 gewann er mit dem Verein den Kaiserpokal. Für den Verein absolvierte er 46 Erstligaspiele. 1996 wechselte er zum Zweitligisten Vissel Kōbe. 1996 wurde er mit dem Verein Vizemeister der Japan Football League und stieg in die J1 League auf. 1998 wechselte er zum Zweitligisten Omiya Ardija. Ende 1998 beendete er seine Karriere als Fußballspieler.

## Erfolge
Nagoya Grampus Eight
- Kaiserpokal

Sieger: 1995